# Tetramelas phaeophysciae
Tetramelas phaeophysciae är en lavart som beskrevs av Anders Nordin och Leif Tibell. Tetramelas phaeophysciae ingår i släktet Tetramelas, och familjen Physciaceae. Arten är reproducerande i Sverige.